# حسین قندی
حسین قندی (اسفند ۱۳۳۰–۳ اردیبهشت ۱۳۹۴) روزنامه‌نگار، استاد رشتهٔ علوم ارتباطات در دانشگاه علامه طباطبایی و مدرس روزنامه‌نگاری، فارغ‌التحصیل کارشناسی ارشد از آمریکا در رشتهٔ مدیریت بین‌الملل بود. ویژه‌ترین مهارت حسین قندی را در انتخاب تیترهای مناسب برای مطالب مطبوعاتی می‌دانند. او از جمله روزنامه‌نگارانی است که بسیار بر اخلاق روزنامه‌نگاری تأکید می‌کرد. او به بیماری آلزایمر مبتلا شد که بسیاری از روزنامه‌نگاران از این خبر متأثر شدند و بیانیه‌ای صادر کردند.

## زندگی
حسین قندی متولد اسفند ۱۳۳۰ در سبزوار و بزرگ شده تهران بود. او در سنین ۱۵ یا ۱۶ سالگی شروع به سرودن یک شعر دربارهٔ زلزله‌ای کرد که در یکی از روستاهای خراسان خرابی زیادی به بار آورد و عدهٔ زیادی هم کشته شدند.
او در سال ۱۳۴۹ دیپلم خود را گرفت و بعد از دو بار شرکت در کنکور دانشگاه، در دو رشتهٔ زبان و ادبیات انگلیسی و روزنامه‌نگاری دانشکدهٔ علوم ارتباطات اجتماعی قبول شد و از میان آن دو، روزنامه‌نگاری را انتخاب کرد.
پیش از دانشگاه، در یک گروه تحقیقاتی مطالب روزنامهٔ کیهان را از سال شروع این روزنامه (۱۳۲۱) تا سال (۱۳۴۹) به‌صورت کوتاه و خلاصه چاپ و منتشر کند، مشغول به کار شد و خلاصه کردن سرمقاله‌ها برعهدهٔ او گذاشته شد. او این دوره را از مؤثرترین دوره‌های کار خود می‌دانست.
پس از اتمام آن دوره، در سال ۱۳۵۱ مؤسسهٔ کیهان تصمیم به چاپ نشریه‌ای برای دو قارهٔ آمریکا و اروپا گرفته‌بود و قرار شد نشریهٔ کیهان هوایی را همان گروه تحقیقاتی به نشر برسانند. در همان سال، اولین شمارهٔ آن به سردبیری حسین عدل با همکاری سایر اعضا منتشر شد و قندی معاون سردبیر شد و علاوه بر آن، مسؤولیت بخش سیاسی نشریه نیز به عهدهٔ او گذاشته شد.
قندی پس از چند سال تحمل بیماری آلزایمر، در فروردین ۱۳۹۴ طی سکتهٔ مغزی به کما رفت و در ۳ اردیبهشت ۱۳۹۴ در سن ۶۳ سالگی درگذشت. او در ۵ اردیبهشت در قطعهٔ نام‌آوران بهشت زهرا در تهران دفن شد.

## آغاز کار حرفه‌ای
نخستین نوشته‌های حرفه‌ایِ قندی برای کیهان هوایی بود و بعد از مدتی در کیهان استخدام شد. اولین مطلبی که نوشت در سال ۱۳۵۱، سرمقاله‌ای دربارهٔ روابط ایران و هند بود که برای کیهان هوایی نوشت.
او در بخش‌های مختلف ازجمله شهرستان‌ها، فرهنگی، اقتصادی و… مشغول بود و بعد از خدمت سربازی در سال ۱۳۵۶ دوباره به کیهان برگشت.
بعد از بازگشت از آمریکا، در روزنامه‌های کیهان، ابرار، اخبار، انتخاب و جام‌جم در سمت‌های مختلفی مشغول به کار نویسندگی و ایفای مسؤولیت شد.

## خبرنویسی
وی معتقد بود که هر خبرنگار به هر خبر با زاویهٔ دید خاص خود نگاه می‌کند و می‌تواند خبر را با رعایت صحت آن به‌صورت توصیفی بنویسد که خبرگزاری‌ها با استفاده از این روش خبرنویسی می‌توانند مخاطب و مشترک بیشتری جذب کرده و علاوه بر کسب درآمد، بیشتر رقبا را از صحنه خارج کنند. همچنین قندی بر این باور بود که هر حوزهٔ خبری، زبان و ادبیات خاصی دارد و خبر باید توسط رسانه‌ها و خبرگزاری‌ها با انعطاف و جذابیت نگارش شود تا احساسات خواننده را تحریک کنند. قندی خبر را به دو مقولهٔ «سخت‌خبر» و «نرم‌خبر» تقسیم کرد و معتقد بود سخت‌خبر، عناصر اصلی خبر را بیان می‌کند و نرم‌خبر با استفاده از قوهٔ تخیل به تشریح حوادث حاشیه‌ایِ خبر اصلی می‌پردازد.
قندی در سمینارهای بررسی مسائل مطبوعات ایران که طی سه دوره در سال‌های ۱۳۶۹، ۱۳۷۷ و ۱۳۸۳ برگزار شد، مقاله‌هایی در زمینهٔ تحولات حرفهٔ روزنامه‌نگاری ارائه کرد و همیشه حضور فعال در این سمینارها داشت.
قندی به‌همراه فریدون صدیقی در دوره‌های مختلف، کارگاه‌های مختلفی در کشور ازجمله در اهواز، برای آموزش روزنامه‌نگاری راه‌اندازی می‌کردند. او در گفتگویی با روزنامهٔ شرق در رابطه با تحریریه‌های استان‌ها بیان کرده‌بود که به‌واسطهٔ او و دو نفر از دوستانش در خوزستان یک تحریریه تربیت شد و روزنامهٔ همسایه‌ها را حرفه‌ای‌ترین نشریه در سطح شهرستان‌ها معرفی کرد.

## تألیف
روزنامه‌نگاری نوین، مقاله‌نویسی در مطبوعات، و روزنامه‌نگاری تخصصی ازجمله تألیفات او هستند. اولین مطلب وی، سرمقاله‌ای بود دربارهٔ روابط ایران و هند که برای کیهان هوایی نوشت (۱۳۵۱).
کتاب روزنامه‌نگاری تخصصی حاصل چندین سال تدریس و تجربهٔ حرفه‌ایِ اوست که گام مؤثری در درک پایه‌ای و مقدماتی از مطبوعات تخصصی، نحوهٔ انتشار و فعالیت ثمربخش برای دانش‌پژوهان ارتباطات و به‌ویژه روزنامه‌نگاران است.
این کتاب دربرگیرندهٔ تاریخچه‌ای از مطبوعات تخصصی در جهان و ایران، گسترهٔ معناییِ این‌گونه مطبوعات، شکل، قالب‌ها و محتوای موجود درزمینهٔ روزنامه‌نگاری و انتشار نشریه است. قندی این کتاب را به‌دنبال برآورده شدن دو هدف تألیف کرد: نخست ارتقای دانش تخصصی روزنامه‌نگاران و دوم توجه بیش از پیش به مقولهٔ اقتصاد نشریات به‌عنوان یکی از عوامل ماندگاری مطبوعات. اما تخیل در روزنامه‌نگاری: شش گزارش و یک سفرنامه هم حاصل تجربیات حسین قندی است که دربارهٔ نقش تخیل، ذهنیت داستان‌پردازانه و خلاقیت ذهنی در روزنامه‌نگاری سخن گفته و بر آن است تا فنون پرورش خلاقیت ذهنی و تخیل را آموزش دهد. همچنین نمونه‌هایی عینی از روزنامه‌نگاری متخیل از مطبوعات جهان و گزارش‌های نویسنده در کتاب درج شده‌است.

### مقالات
مقالات «ادبیات مطبوعات، عامل وحدت ملی»، «آموزش روزنامه‌نگاری، علم و تجربه»؛ «واژه و تصویر را باید شناخت»، «فراسوی مرزها و ثانیه‌ها»، و «کاریکاتورهای خبری» ازجمله آثار قندی عنوان شده‌است.